# Малая Мамоновка
Малая Мамоновка — деревня в Новодеревеньковском районе Орловской области России.
Входит в состав Никитинского сельского поселения.

## География
Деревня находится на левом берегу реки Любовша, южнее деревни Горки и восточнее деревни Чигириновка.
Юго-восточнее Малой Мамоновки проходит автомобильная дорога 54К-228.

## Население
| 2010 |
| ---- |
| 0    |